# Triple unión de Afar

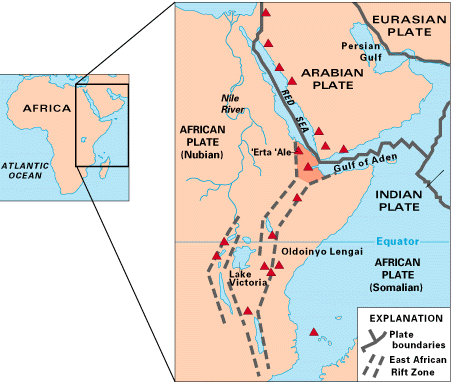
La triple unión está dentro del Triángulo de Afar (en el centro, sombreado en rojo). Las líneas de falla aparecen en negro y los triángulos rojos muestran los volcanes históricamente activos.

La triple unión de Afar (también denominada sistema del Rift Afroárabe) está situada a lo largo de un límite de placa divergente que divide las placas Nubia, Somalí y Árabe. Esta zona se considera un ejemplo actual de rifting continental que conduce a la extensión del fondo marino y produce una cuenca oceánica. Aquí, la Falla del Mar Rojo se une a la Dorsal de Adén y a la Falla de África Oriental. Este último se extiende un total de 6.500 kilómetros desde el Triángulo de Afar hasta Mozambique.
Los tres brazos que lo conectan forman un triple cruce. El brazo bifurcado más septentrional se extiende hacia el norte a través del mar Rojo y hacia el mar Muerto, mientras que el brazo oriental se extiende a través del golfo de Adén y conecta con la dorsal del océano Índico Medio más al este. Ambos brazos se encuentran por debajo del nivel del mar y son similares a una dorsal mediooceánica.
El tercer brazo de rift discurre hacia el sur y se extiende unos 4.000 kilómetros a través de Kenia, Uganda, República Democrática del Congo, Ruanda, Burundi, Tanzania, Zambia, Malawi y, finalmente, Mozambique. Este brazo de rift meridional es más conocido como Rift de África Oriental o Sistema de Rift de África Oriental (EARS, por sus siglas en inglés), cuando incluye el triángulo de Afar.

## Cúpulas y grietas
Una grieta es el resultado de la separación o extensión de la litosfera, incluida la corteza, causada por un afloramiento del manto donde el magma de la astenosfera más caliente se eleva hacia la litosfera más fría para estirarla y adelgazarla.

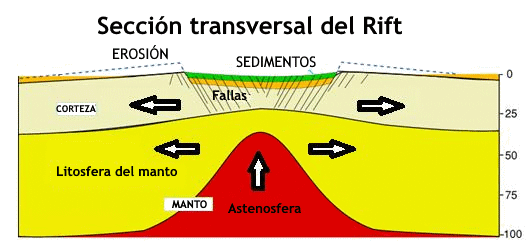
La dinámica interna de un sistema de ruptura.

Se cree que la triple grieta comenzó entre el Cretácico superior y el Paleógeno. En aquella época, la placa africana estaba sometida a tensiones de campo lejano provocadas por la subducción de partes del límite norte de la placa africana bajo la placa euroasiática. En la actualidad, la placa Arábiga está experimentando un tirón de la corteza hacia abajo, o tirón de losa, que se ha separado de la placa Africana. Al mismo tiempo que la subducción en el norte, se produjo un afloramiento del manto que provocó la deformación de la corteza y su hinchamiento en forma de 
en todo el Sistema del Rift de África Oriental. El domo de Kenia ha sido objeto de numerosos estudios.
Se cree que la pluma comenzó bajo el lago Tana, en Etiopía. Basándose en las correlaciones ambientales y en las actuales ubicaciones topográficas de la caliza superior del Jurásico y de la arenisca superior del Cretácico, el levantamiento neto de la meseta etíope sería de 2,2 km desde c. 150 Ma. El adelgazamiento de la litosfera etíope podría haber sido el resultado del encharcamiento de la pluma del manto y el consiguiente levantamiento.
Gani et al. (2007) proponen que el aumento episódico de la incisión de la meseta etíope sugiere tasas de crecimiento episódicas dentro de la meseta, ya que las tasas de incisión no tienen correlación con los fenómenos climáticos del pasado. Como efecto del principio de Arquímedes del rebote isostático, se ha producido un levantamiento de 2,05 km en los últimos 30 millones de años. Baker et al. (1972) también sugieren que el levantamiento de esta zona es esporádico y está dividido por largos periodos de estabilidad y erosión. Algunos periodos de elevación se registraron a finales del Cretácico, con 400 metros de elevación, y a finales del Neógeno, con 1.500 metros de magnitud. El domo etíope experimentó su mayor elevación coincidiendo con el final de la elevación neógena asociada al domo keniano. Se ha argumentado que la actual meseta etíope es el resultado del levantamiento más reciente de 500 metros, estimado como un evento del Oligoceno-principios del Mioceno. Pero el argumento más aceptado de la meseta es el resultado de las inundaciones-basaltos del Paleógeno. El levantamiento asociado a ambos domos ha dado lugar a importantes rasgos estructurales debidos al hinchamiento y a la extensión alabeada de la corteza. Las dos zonas de hinchamiento dieron lugar a una gran depresión entre los dos domos y a hundimientos a lo largo de las regiones costeras. El levantamiento provocado por el domo etíope dio lugar a una zona de falla masiva de 1.000 metros en la región de Afar.

### Rift de África Oriental
El Rift de África Oriental es una grieta activa entre los protoplatos de Nubia y Somalia. La causa es el elevado flujo de calor procedente del manto bajo Kenia y la región de Afar. Con una tendencia de NNE a SSW, el Rift de África Oriental se compone de una rama occidental y otra oriental. La rama oriental (a veces llamada Gregory Rift) se caracteriza por una gran actividad volcánica y la rama occidental (a veces llamada Albertine Rift) por cuencas más profundas, que contienen lagos y sedimentos. Los lagos de esta zona (por ejemplo, el lago Tanganica y el lago Rukwa) están situados en cuencas muy fisuradas y tienen una relación de interfiltración con fallas. Muchos de los lagos están delimitados por fallas normales o de deslizamiento. La velocidad de extensión de este rift comienza a unos 6 milímetros por año en el norte y disminuye hacia el sur.

### Grieta del Mar Rojo

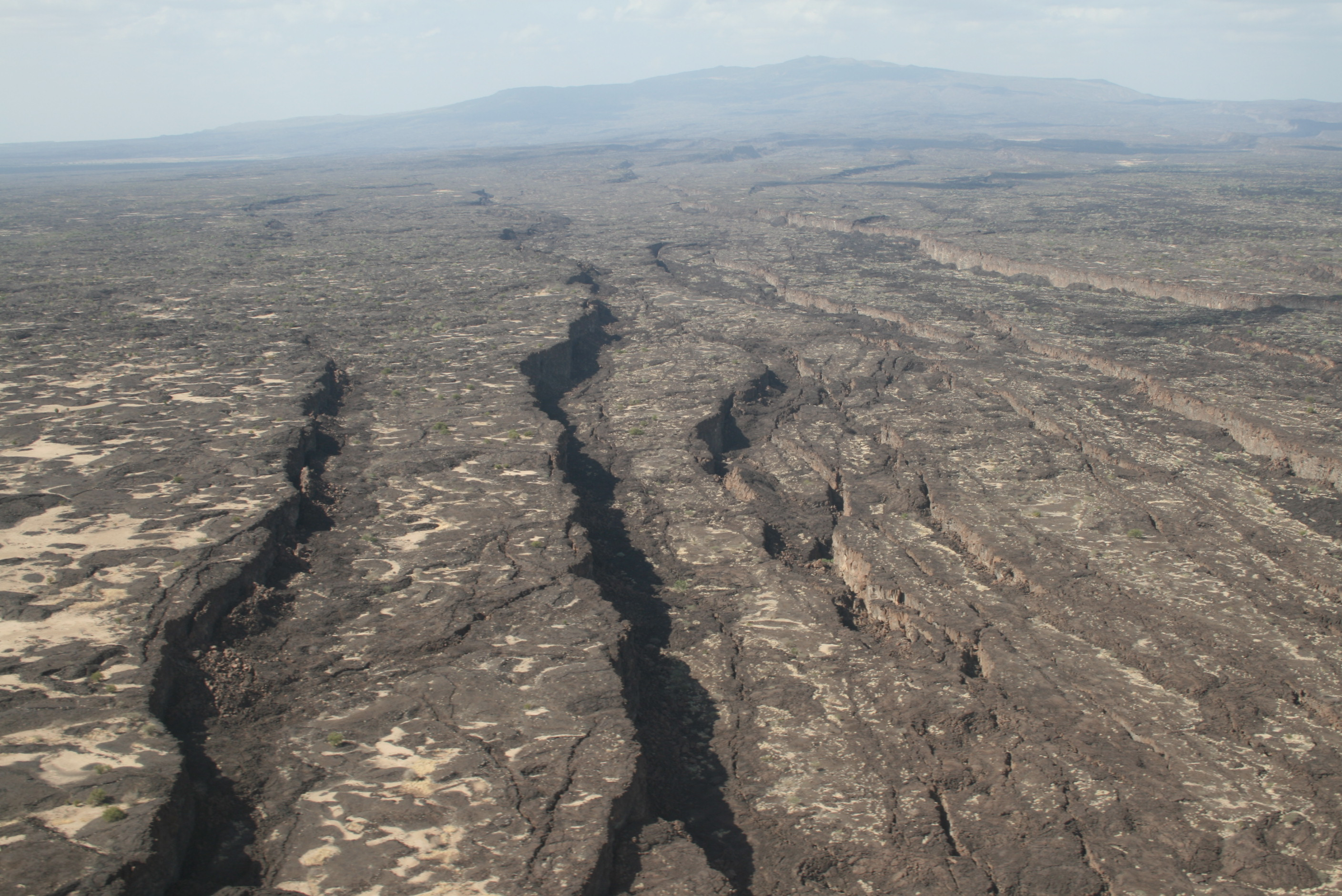
Grieta Manda-Hararo en la región de Afar en Etiopía con el volcán Dabbahu al fondo

La falla del Mar Rojo se encuentra entre la Placa Africana (o Nubia) y la Placa Arábiga. La grieta se extiende a lo largo del Mar Rojo, desde el Mar Muerto hasta el triple cruce de Afar. Dentro de la grieta, en el Mar Rojo, hay muchos volcanes, entre ellos el Jabal al-Tair. La velocidad de extensión de esta grieta varía entre 7 y 17 milímetros al año.

### Dorsal de Adén
La dorsal de Adén es un límite de placa divergente que divide la Placa Africana (o Somalí) y la Placa Arábiga. Se extiende desde la triple unión hacia el este hasta la zona de fractura de Owen, donde se une a la triple unión Aden-Owen-Carlsberg entre las placas africana, árabe e indoaustraliana. La velocidad de propagación de la dorsal de Aden es de unos 17 milímetros al año cerca de la triple unión de Afar.

### Depresión de Afar
Antes de que comenzara la ruptura inicial, África era una sola placa, pero a medida que avanzaba la ruptura, la placa comenzó a dividirse en las placas Arábiga, Somalí y Nubia (la Nubia sigue llamándose a veces placa Africana).
Según la clasificación de McKenzie y Morgan de 1969, la triple unión de Afar es de tipo cresta-cresta-cresta (RRR, por sus siglas en inglés), que describe el movimiento de las tres placas entre sí. Las placas Arábiga, Somalí y Nubia son todas márgenes divergentes, o crestas, con respecto a las placas adyacentes. Siguiendo el modelo de estabilidad de Mackenzie y Morgan, la geometría RRR continuará estable a lo largo del tiempo hasta que se produzca un cambio en el movimiento tectónico.
La Depresión de Afar es una depresión geológica cuya altura oscila entre los 1.000 y los -120 m. La zona ha experimentado numerosos levantamientos domales, incluido el domo de Afar a partir de 40 Ma. Este levantamiento provocó una extensión masiva de la corteza que dio lugar a estructuras de horst y graben asociadas a fallas normales extensionales. El levantamiento terminó en colapso alrededor de 25 Ma en la depresión de Afar que cubre más de 200.000 km2 y se extiende a una velocidad de 6 a 17 milímetros por año.

## Implicaciones del vulcanismo
Hay muchas zonas volcánicas activas centralizadas en el sistema de Rift de África Oriental en comparación con las demás zonas del sistema de rift afroárabe. Muchos horsts protuberantes muestran capas sucesivas de basaltos de inundación, que pueden datarse aproximadamente mediante datación isotópica 40Ar/39Ar. Su antigüedad es de aproximadamente 30 millones de años.La serie de fallas está fechada poco antes del inicio de los principales procesos tectónicos. Chorowicz (2005) ilustró la serie de fallas que rodea a los volcánicos neógenos más recientes. Esto ayuda a cuantificar la extensión de la corteza y proporciona un modelo de conexión de la corteza antes del proceso tectónico.

### Tomografía
La tomografía sísmica recopila datos de ondas P y S procedentes de movimientos en el interior de la Tierra para crear un modelo de velocidad en 3D del subsuelo terrestre. Los modelos distinguen entre mediciones temporales de velocidad rápida, anomalía alta, y velocidad lenta, anomalía lenta.
Múltiples modelos tomográficos muestran una estructura de anomalía lenta bajo el sur de África. Grand et al. (1997) modelan la gran anomalía que se extiende desde la base del manto hasta aproximadamente 1.000 kilómetros de profundidad. Esta anomalía lenta se considera un afloramiento de pluma.

## Posible apertura de una cuenca oceánica
Los horsts y los grabens están muy bien documentados en toda la región. Aunque muestran y producen una extensión de la corteza, para que se forme una cuenca oceánica suficiente, es necesario que haya una extensión que pueda acomodar la extensa caída hacia abajo de los grabens. Las fallas lístricas producen el modelo correcto para esta extensión suficiente de la corteza. Estas fallas han sido documentadas por Chorowicz (2005) y ayudan a verificar el futuro de esta región y el potencial de extensión y hundimiento continuados.
Se ha observado que algunos eventos de rifting anteriores tenían un aulacógeno (brazo fallido) junto con dos brazos de rifting exitosos. Se ha observado que algunos procesos de rifting del pasado han tenido un aulacógeno (brazo fallido) junto con dos brazos de rifting exitosos. Algunos geólogos han propuesto que el Sistema de Rift de África Oriental será el aulacógeno en el futuro, al no producir una cuenca oceánica, pero en la actualidad no parece haber ningún aulacógeno y el EARS no muestra ningún indicio de rifting más lento.
También existe la posibilidad de que se forme una zona de subducción a lo largo del lado oriental de la placa somalí, causada por la expansión de la EARS y la dorsal oceánica del Índico medio. Para adaptarse a la compresión de la placa somalí debido a dos bordes de extensión, la placa oceánica podría comenzar a subducirse debajo de la placa continental .

## Resumen y problema
Las pruebas demuestran que el Sistema de Rift de África Oriental es un típico fenómeno complejo de rifting continental-continental que comenzó en el Paleógeno. Fue provocado por la tensión de campo lejano de la subducción de la placa de Arabia bajo la placa euroasiática y por el afloramiento del manto impulsado por múltiples puntos calientes alrededor del EARS.
Este levantamiento de la corteza ha creado estructuras de extensión y de horst-and-graben, e incluso fallas lístricas que sugieren la existencia de una cuenca preoceánica. Si la tectónica actual continúa sin cambios, se cree que una cuenca oceánica con una dorsal oceánica media acabará separando las placas de Nubia, Somalia y Arabia. Sin embargo, el rifting es estudiado por un conjunto diverso de investigaciones con modelos hipotéticos contradictorios, y se desconoce su futuro.